# Alstonia lanceolifera
Alstonia lanceolifera är en oleanderväxtart som beskrevs av Spencer Le Marchant Moore. Alstonia lanceolifera ingår i släktet Alstonia och familjen oleanderväxter. Inga underarter finns listade i Catalogue of Life.